# William Webb
Sir William Flood Webb, CBE, (21 de janeiro de 1887—11 de agosto de 1972) foi um juiz australiano da Suprema Corte de Queensland e da Suprema Corte da Austrália. Presidiu o Tribunal Militar Internacional para o Extremo Oriente após o fim da Segunda Guerra Mundial.

## Tribunal Superior
Webb começou seu mandato no Supremo Tribunal da Austrália em maio de 1946. Durante seu mandato, ele foi presidente do Tribunal Militar Internacional para o Extremo Oriente, o tribunal que julgou crimes de guerra japoneses da Segunda Guerra Mundial, de 1946 a 1948. Webb foi envolvido em um pequeno escândalo no final de 1947, na preparação para o caso de nacionalização do banco, o Governo da Austrália tentou retirar Webb de Tóquio, solicitando ao General Douglas MacArthur que o libertasse, pois acreditavam que ele decidiria o caso de forma que era favorável à Commonwealth. No entanto, após pressão do juiz Owen Dixon, o presidente do tribunal John Latham contatou Webb e o encorajou a não deixar o Japão. Em 12 de novembro de 1948, após mais de dois anos de julgamentos, Webb, como Presidente do Tribunal, proferiu as sentenças de todas as pessoas que o Tribunal considerou culpadas. Webb disse que a série de julgamentos conduzidos em Tóquio foram os "julgamentos criminais mais importantes de toda a história". Webb se aposentou do Tribunal Superior em 16 de maio de 1958, depois de cumprir exatamente doze anos no tribunal.

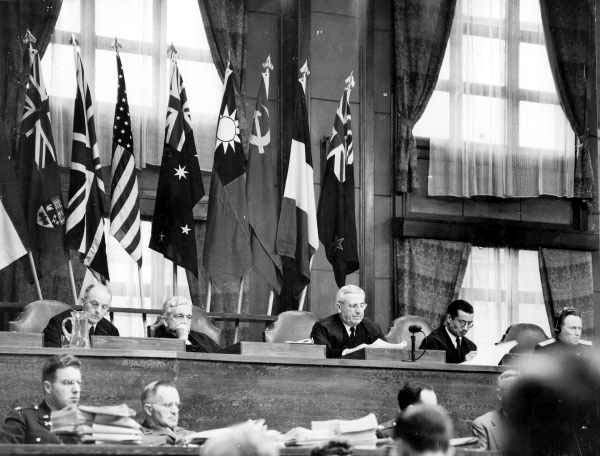
Webb presidindo o Tribunal Militar Internacional para o Extremo Oriente em 1946.